# Rio Chizdia
O Rio Chizdia é um rio da Romênia, afluente do Bega, localizado no distrito de Arad,

Timiş.